# INDE
INDE d.o.o. je slovensko invalidsko podjetje, ki izdeluje tlakovce, travne plošče, betonske zidake in vogalnike, termo zidake in druge gradbene elemente.